# 下日耳曼尼亞
| 欧洲低地国家的历史                                                                        | 欧洲低地国家的历史                                                                        | 欧洲低地国家的历史                                                                        | 欧洲低地国家的历史                                                                        | 欧洲低地国家的历史                                                      | 欧洲低地国家的历史                                                      | 欧洲低地国家的历史                                                      | 欧洲低地国家的历史                                                      | 欧洲低地国家的历史                                                      |
| ----------------------------------------------------------------------------------------- | ----------------------------------------------------------------------------------------- | ----------------------------------------------------------------------------------------- | ----------------------------------------------------------------------------------------- | ----------------------------------------------------------------------- | ----------------------------------------------------------------------- | ----------------------------------------------------------------------- | ----------------------------------------------------------------------- | ----------------------------------------------------------------------- |
| 弗里斯人                                                                                  |                                                                                           |                                                                                           | 贝尔盖人                                                                                  | 贝尔盖人                                                                | 贝尔盖人                                                                | 贝尔盖人                                                                | 贝尔盖人                                                                | 贝尔盖人                                                                |
|                                                                                           | 卡纳内 菲特人                                                                             | 沙马维人、土班特人                                                                        | 沙马维人、土班特人                                                                        | 比利时高卢 （前55年–约公元5世纪） 下日耳曼尼亚 （公元83年–约公元5世纪） | 比利时高卢 （前55年–约公元5世纪） 下日耳曼尼亚 （公元83年–约公元5世纪） | 比利时高卢 （前55年–约公元5世纪） 下日耳曼尼亚 （公元83年–约公元5世纪） | 比利时高卢 （前55年–约公元5世纪） 下日耳曼尼亚 （公元83年–约公元5世纪） | 比利时高卢 （前55年–约公元5世纪） 下日耳曼尼亚 （公元83年–约公元5世纪） |
|                                                                                           | 卡纳内 菲特人                                                                             | 撒利法兰克人                                                                              |                                                                                           | 巴达维人                                                                | 巴达维人                                                                |                                                                         |                                                                         |                                                                         |
| （无人定居） （约4世纪–5世纪）                                                            | （无人定居） （约4世纪–5世纪）                                                            | 撒克逊人                                                                                  | 撒利法兰克人 （约4世纪–5世纪）                                                            | 撒利法兰克人 （约4世纪–5世纪）                                          | 撒利法兰克人 （约4世纪–5世纪）                                          |                                                                         |                                                                         |                                                                         |
| 帕拉瓦王朝 （约6世纪–734年）                                                              | 帕拉瓦王朝 （约6世纪–734年）                                                              |                                                                                           | 法兰克王国 （481年–843年）—加洛林帝国 （800–843年）                                       | 法兰克王国 （481年–843年）—加洛林帝国 （800–843年）                     | 法兰克王国 （481年–843年）—加洛林帝国 （800–843年）                     | 法兰克王国 （481年–843年）—加洛林帝国 （800–843年）                     | 法兰克王国 （481年–843年）—加洛林帝国 （800–843年）                     | 法兰克王国 （481年–843年）—加洛林帝国 （800–843年）                     |
| 帕拉瓦王朝 （约6世纪–734年）                                                              | 帕拉瓦王朝 （约6世纪–734年）                                                              | 奥斯特拉西亚 （511年–687年）                                                              |                                                                                           |                                                                         |                                                                         |                                                                         |                                                                         |                                                                         |
|                                                                                           |                                                                                           |                                                                                           |                                                                                           |                                                                         |                                                                         |                                                                         |                                                                         |                                                                         |
|                                                                                           |                                                                                           |                                                                                           |                                                                                           |                                                                         |                                                                         |                                                                         |                                                                         |                                                                         |
| 中法兰克王国 （843年–855年）                                                              | 中法兰克王国 （843年–855年）                                                              | 中法兰克王国 （843年–855年）                                                              | 中法兰克王国 （843年–855年）                                                              | 中法兰克王国 （843年–855年）                                            | 西 法兰克王国 （843年–）                                                |                                                                         |                                                                         |                                                                         |
| 洛泰尔王国 （855年–959年） 下洛塔林吉亚公国 （959年–）                                    |                                                                                           |                                                                                           |                                                                                           |                                                                         | 西 法兰克王国 （843年–）                                                |                                                                         |                                                                         |                                                                         |
| 弗里西亞                                                                                  |                                                                                           |                                                                                           |                                                                                           |                                                                         |                                                                         |                                                                         |                                                                         |                                                                         |
| 弗里西亚 自由时期 （11世纪–16 世纪)                                                       | 荷兰 伯国 （880年– 1432年）                                                               | 乌得勒支 主教区 （695年–1456年）                                                          | 布拉班特 公国 （1183年–1430年） 海尔德 公国 （1046年–1543年）                             | 布拉班特 公国 （1183年–1430年） 海尔德 公国 （1046年–1543年）           | 佛兰德 伯国 （862年– 1384年）                                           | 埃诺 伯国 （1071年– 1432年） 那慕尔 伯国 （981年– 1421年）              | 列日 主教区 （980年– 1794年）                                           | 卢森堡 公国 （1059年– 1443年）                                          |
|                                                                                           | 勃艮第属尼德兰 （1384年–1482年）                                                          |                                                                                           |                                                                                           |                                                                         |                                                                         |                                                                         |                                                                         |                                                                         |
|                                                                                           | 哈布斯堡尼德兰 （1482年–1795年） （1543年后称十七省）                                     |                                                                                           |                                                                                           |                                                                         |                                                                         |                                                                         |                                                                         |                                                                         |
| 尼德兰七省共和国 （1581年–1795年）                                                        | 尼德兰七省共和国 （1581年–1795年）                                                        | 尼德兰七省共和国 （1581年–1795年）                                                        | 尼德兰七省共和国 （1581年–1795年）                                                        | 西属尼德兰 （1556年–1714年）                                            | 西属尼德兰 （1556年–1714年）                                            | 西属尼德兰 （1556年–1714年）                                            |                                                                         |                                                                         |
|                                                                                           |                                                                                           |                                                                                           |                                                                                           | 奥属尼德兰 （1714年–1795年）                                            |                                                                         |                                                                         |                                                                         |                                                                         |
|                                                                                           |                                                                                           |                                                                                           |                                                                                           | 比利时合众国 （1790年）                                                 | 比利时合众国 （1790年）                                                 | 比利时合众国 （1790年）                                                 | 列日 共和国 （1789年– 1791年）                                          |                                                                         |
|                                                                                           |                                                                                           |                                                                                           |                                                                                           |                                                                         |                                                                         |                                                                         |                                                                         |                                                                         |
| 巴达维亚共和国 （法国傀儡国，1795年–1806年） 荷兰王国（法） （法国傀儡国，1806年–1810年） | 巴达维亚共和国 （法国傀儡国，1795年–1806年） 荷兰王国（法） （法国傀儡国，1806年–1810年） | 巴达维亚共和国 （法国傀儡国，1795年–1806年） 荷兰王国（法） （法国傀儡国，1806年–1810年） | 巴达维亚共和国 （法国傀儡国，1795年–1806年） 荷兰王国（法） （法国傀儡国，1806年–1810年） | 属法兰西第一共和国 （1795年–1804年） 属法兰西第一帝国 （1804年–1815年） | 属法兰西第一共和国 （1795年–1804年） 属法兰西第一帝国 （1804年–1815年） | 属法兰西第一共和国 （1795年–1804年） 属法兰西第一帝国 （1804年–1815年） | 属法兰西第一共和国 （1795年–1804年） 属法兰西第一帝国 （1804年–1815年） | 属法兰西第一共和国 （1795年–1804年） 属法兰西第一帝国 （1804年–1815年） |
|                                                                                           |                                                                                           |                                                                                           |                                                                                           |                                                                         |                                                                         |                                                                         |                                                                         |                                                                         |
| 联合尼德兰主权公国 (1813年–1815年)                                                        |                                                                                           |                                                                                           |                                                                                           |                                                                         |                                                                         |                                                                         |                                                                         |                                                                         |
| 荷蘭聯合王國 （1815年–1830年）                                                            | 荷蘭聯合王國 （1815年–1830年）                                                            | 荷蘭聯合王國 （1815年–1830年）                                                            | 荷蘭聯合王國 （1815年–1830年）                                                            | 荷蘭聯合王國 （1815年–1830年）                                          | 荷蘭聯合王國 （1815年–1830年）                                          | 荷蘭聯合王國 （1815年–1830年）                                          | 荷蘭聯合王國 （1815年–1830年）                                          | 卢森堡 大公国 (1815年–)                                                 |
| 荷兰王国 （1839年–今）                                                                    | 荷兰王国 （1839年–今）                                                                    | 荷兰王国 （1839年–今）                                                                    | 荷兰王国 （1839年–今）                                                                    | 比利时王国 （1830年–今）                                                | 比利时王国 （1830年–今）                                                | 比利时王国 （1830年–今）                                                | 比利时王国 （1830年–今）                                                | 卢森堡 大公国 (1815年–)                                                 |
|                                                                                           |                                                                                           |                                                                                           |                                                                                           |                                                                         |                                                                         |                                                                         |                                                                         | 卢森堡 大公国 （1890年–今） （完全独立）                                |

下日耳曼尼亞（拉丁語：Germania Inferior），是一個羅馬帝國行省，位於萊茵河的左方，在現今的盧森堡，荷蘭的南方，比利時的一部分，萊茵河左方的北萊因-威斯特法倫。

## 歷史
行省的主要殖民地有位於現今克桑騰的維提拉堡（Castra Vetera）和克羅尼亞·烏爾比亞·特萊亞納（Colonia Ulpia Traiana）、位於現今海爾倫的哥里歐韋林（Coriovallum）、位於現今萊茵河畔阿爾芬的阿爾比安那（Albaniana）、位於現今卡特韦克的盧格杜努姆巴塔沃魯姆、位於現今福爾堡（Voorburg）的科林哈德良、位於現今奈梅亨的烏爾皮亞-瑙維歐瑪古斯-巴塔沃盧姆（Ulpia Noviomagus Batavorum）、位於現今烏得勒支的特萊爾滕（Traiectum）、位於現今通赫倫的阿圖圖卡·通古倫（Atuatuca Tungrorum）、位於現今波恩的博納（Bona）和位於現今科隆的行省首府克勞蒂亞·阿格里皮娜的殖民地。
下日耳曼尼亞有數支軍團部署，主要的有第一米內瓦軍團和第三十勝利烏爾比亞軍團。羅馬海軍的日耳曼艦隊負責巡邏的萊茵河和北海海岸，艦隊以維提拉堡（Castra Vetera）作基地，後來則以科隆尼亞‧阿格里皮內西姆（Colonia Agrippinensis）作基地。
下日耳曼尼亞的民眾與羅馬軍隊的首次對抗是發生於凱撒在高盧戰爭中作戰期間。前57年，凱撒入侵該地區並在接著三年間消滅了數個部落，包括厄勃隆尼斯和門奈比人，他們被凱撒稱為日耳曼（Germanic），但他們可能是凱爾特人或至少是凱爾特日耳曼人。日耳曼在羅馬時代影響力增加，導致同化所有在該地區的凱爾特民族都被同化。
約於前50年，下日耳曼尼亞就被羅馬殖民，並且是在90年建立的羅馬帝國行省比利時高盧的最早一部分。後來變成一个元首行省。下日耳曼尼亞位於上日耳曼行省的北部，統稱日耳曼尼亞。「Inferior」是指行省所在的下游位置。
後來，下日耳曼尼亞成為法兰克王国的主要部分。

## 外部連結
- （英文）Livius.org: Germania inferior（页面存档备份，存于）

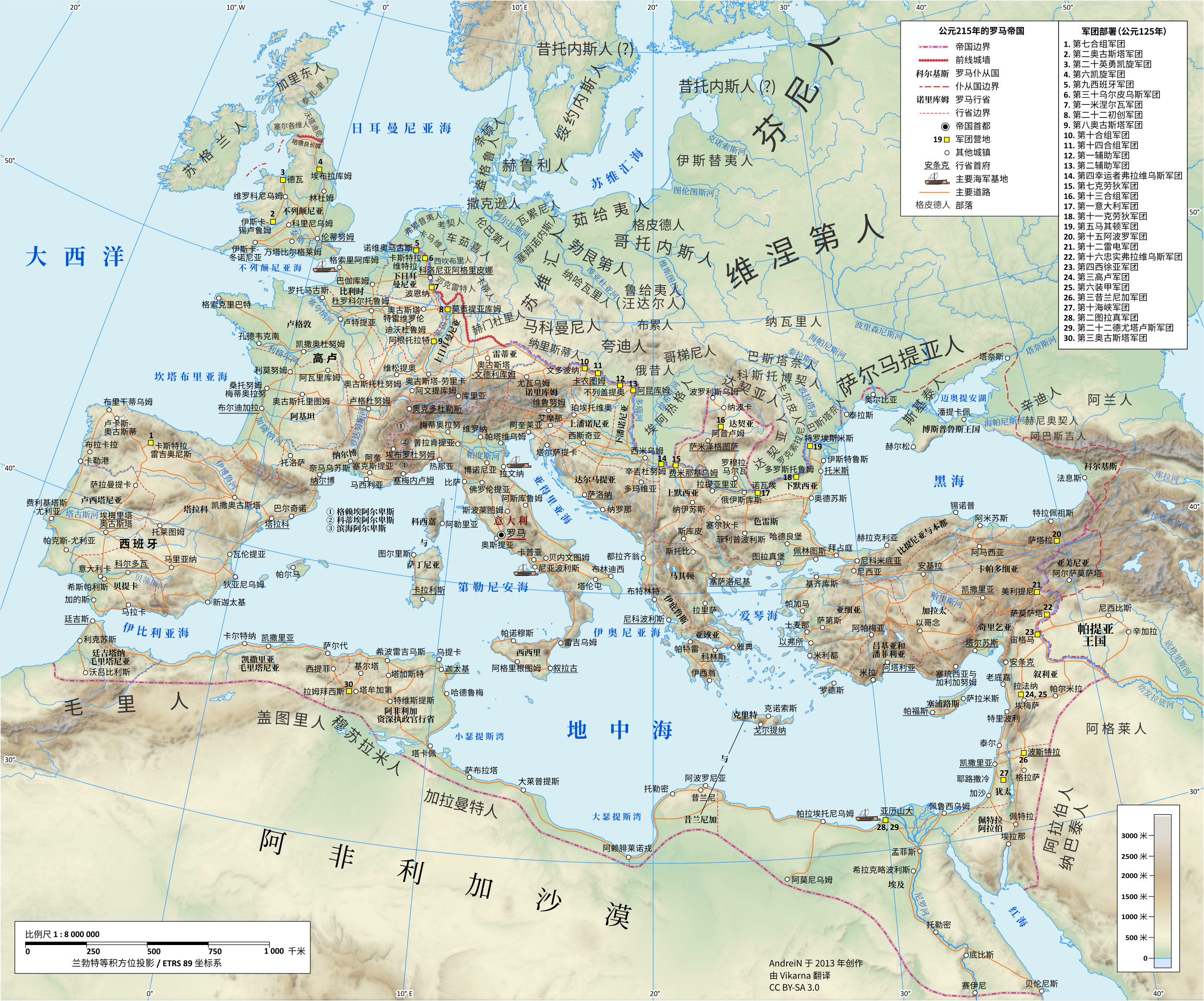
哈德良統治時的羅馬帝國版圖（公元117-138年），顯示了位於萊茵河下方的下日耳曼尼亞的該撒行省（德國的西北方、荷蘭的南方和比利時的東方）和在公元125年所部署的三支軍團。

- （英文）Blaeu Atlas Germania Inferior